# مانوئله موری
مانوئله موری (ایتالیایی: Manuele Mori؛ زادهٔ ۸ سپتامبر ۱۹۸۰) دوچرخه‌سوار اهل ایتالیا است.

## باشگاهی
از باشگاه‌هایی که در آن رکاب زده‌است می‌توان به تیم یوای‌ئی امارات و سونیر دوال-پرودیر اشاره کرد.